# Jan Wolterink
Johannes (Jan) Wolterink (Amsterdam, 18 juni 1926 – Girona, 1 mei 1990) was een Nederlands voetballer.

## Biografie
Jan Wolterink was de zoon van Johannes Anthonius Wolterink en Margaretha Wijman. Hij trouwde op 6 maart 1946 met Stientje Bebingh en had twee zonen.
Hij speelde van 1951 tot 1953 bij AFC Ajax als middenvelder. Hij maakte zijn debuut in het eerste elftal op 28 augustus 1951 in de vriendschappelijke wedstrijd tegen Sabadell. Van zijn debuut in het kampioenschap op 2 september 1951 tegen DOS tot zijn laatste wedstrijd op 15 november 1953 tegen Be Quick speelde Wolterink in totaal 8 wedstrijden in het eerste elftal van Ajax. Jan was later nog lid van de jeugdcommissie.

## Statistieken
| Club  | Seizoen | Competitie | Competitie | Beker | Beker | Totaal | Totaal |
| Club  | Seizoen | Wed.       | Dlp.       | Wed.  | Dlp.  | Wed.   | Dlp.   |
| ----- | ------- | ---------- | ---------- | ----- | ----- | ------ | ------ |
| Ajax  | 1951/52 | 7          | 0          | -     | -     | 7      | 0      |
| Ajax  | 1953/54 | 1          | 0          | -     | -     | 1      | 0      |
| Total | Total   | 8          | 0          | -     | -     | 8      | 0      |